# Civis romanus sum
Civis Romanus sum (укр. Я Римський громадянин) — латинський крилатий вислів, який став одним з принципів римського публічного права, а пізніше — державної зовнішньої політики.
Цей вислів, який став крилатим вживає у своїй праці «In Verrem» (лат. «Проти Верреса») давньоримський оратор Цицерон як спосіб проголошення законних прав римського громадянина. Це означало, що під час подорожі Римською імперією безпека була гарантована всім, хто проголошував фразу «Civis Romanus sum». Таким чином він став одним з принципів римського публічного права.

## Справа Пасифіко
Свого часу цей принцип зовнішньої політики проголосив міністр закордонних справ та майбутній прем'єр-міністр Великої Британії лорд Пальмерстон, за яким Британська імперія мала захищати своїх підданих, хоч би де вони перебували.
Вперше він посилається на нього під час дипломатичного скандалу, що увійшов в історію під назвою «Справа Пасифіко». У своїй промові «Дон Пасифіко» в Палаті громад 25 червня 1850  р. лорд Пальмерстон, після того, як Палата лордів проголосувала за недовіру міністрові, обґрунтував свої дії щодо Греції твердженням про те, що кожен англійський громадянин у світі повинен бути захищений Британською імперією, як римський громадянин в Римській імперії.
Таким чином Пальмерстон з тріумфом був поновлений на посаді після інциденту, який трапився у 1847 р., коли афінський натовп спалив будинок уродженця британського Гібралтару Давида Пасифіко. Міністр закордонних справ Британської імперії рішуче вимагав від грецького уряду відшкодування, а коли той став затягувати питання, наказав британському флоту в Середземному морі ввійти в афінську бухту. Це спровокувало міжнародний скандал, Франція на знак протесту відкликала свого посла в Лондоні, а дипломатична кар'єра Пальмерстона була поставлена під удар.

## Я— берлінець
Цю фразу 26 червня 1963 р. використав під час промови у Берліні американський президент Джон Кеннеді, який сказав:
|  | Дві тисячі років тому найвищим предметом гордості було "Civis Romanus sum.". Сьогодні, в світі свободи найвищою гордістю є "Ich bin ein Berliner" |